# Chiesa di San Michele (Monaco di Baviera)
La chiesa di San Michele (in tedesco: Michaelskirche) è una delle chiese più importanti di Monaco di Baviera.
Venne costruita dal duca Guglielmo V di Baviera per l'ordine dei Gesuiti. La chiesa ed il monastero adiacente erano la sede del potere cattolico oltre le Alpi. Da qui prese forma la Controriforma, la ricattolicizzazione del mondo di lingua tedesca e, in senso largo, la guerra dei trent'anni.
Nel XX secolo, dal pulpito di questa chiesa, il padre gesuita Rupert Mayer, oggi beato, predicò contro il regime nazista. Nonostante forti minacce ed arresti continuò nella sua lotta contro il nazismo finché non fu portato in un campo di concentramento.

## Storia e descrizione

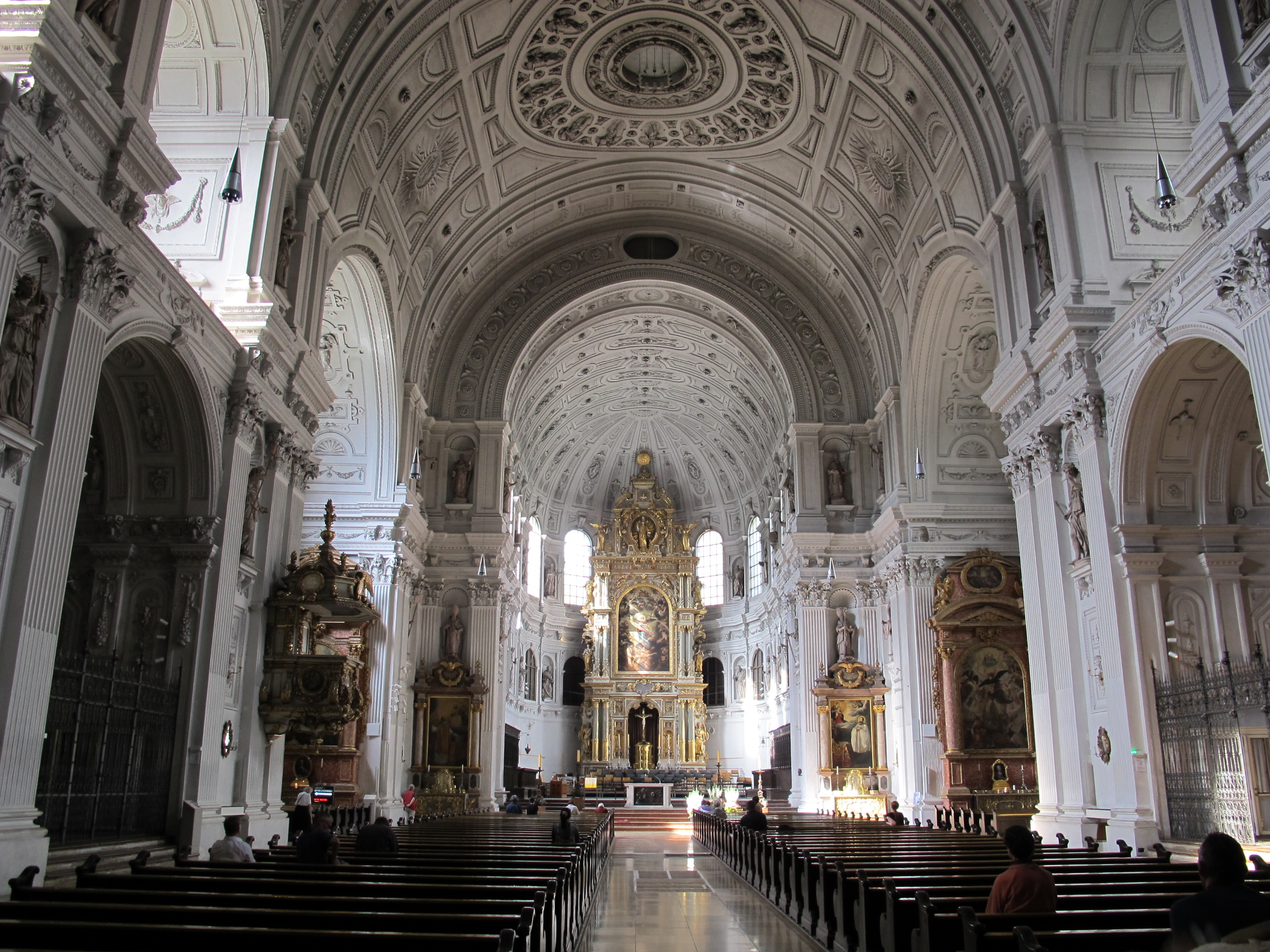
Veduta dell'interno

La costruzione iniziò nel 1585, ma dopo il crollo del campanile, il progetto subì delle modifiche strutturali. Infatti venne allargato il transetto e fu aggiunto un coro, su progetto di Federico Sustris. La chiesa è il maggior complesso religioso rinascimentale a nord delle Alpi, e, secondo lo storico Christian Norberg-Schulz, rappresenta una delle prime opere legate all'architettura della Controriforma in Germania.
La facciata su tre livelli e con una doppia entrata, è un esempio di architettura manierista. Tra le colonne vi sono finestre ed una serie di nicchie che contengono le statue di signori bavaresi e imperatori, impegnati nella difesa del cristianesimo. Il piano terra è dominato dalla statua in bronzo di San Michele che precipita all'inferno il diavolo; sullo scudo vi è un'immagine del Cristo Redentore, sublime opera del 1588 di Hubert Gerhard.
Due portali conducono nell'interno, sorprendentemente ampio, che, per la disposizione delle cappelle laterali lungo la navata centrale, ricorda la chiesa del Gesù di Roma. La volta a botte della navata è la più grande dopo quella della Basilica di San Pietro in Vaticano. Il coro termina con un imponente altare maggiore, scenografica opera del 1586 eseguita da Wendel Dietrich, incentrato sulla pala di Christoph Schwartz, raffigurante la Caduta degli Angeli ribelli, del 1587.
Nella chiesa in una cappella laterale vengono conservati, in un cofanetto d'oro, i teschi dei santi medici Cosma e Damiano. Una volta al mese il cofanetto viene aperto per rendere visibili le reliquie e per ottenere guarigioni.

## Musica

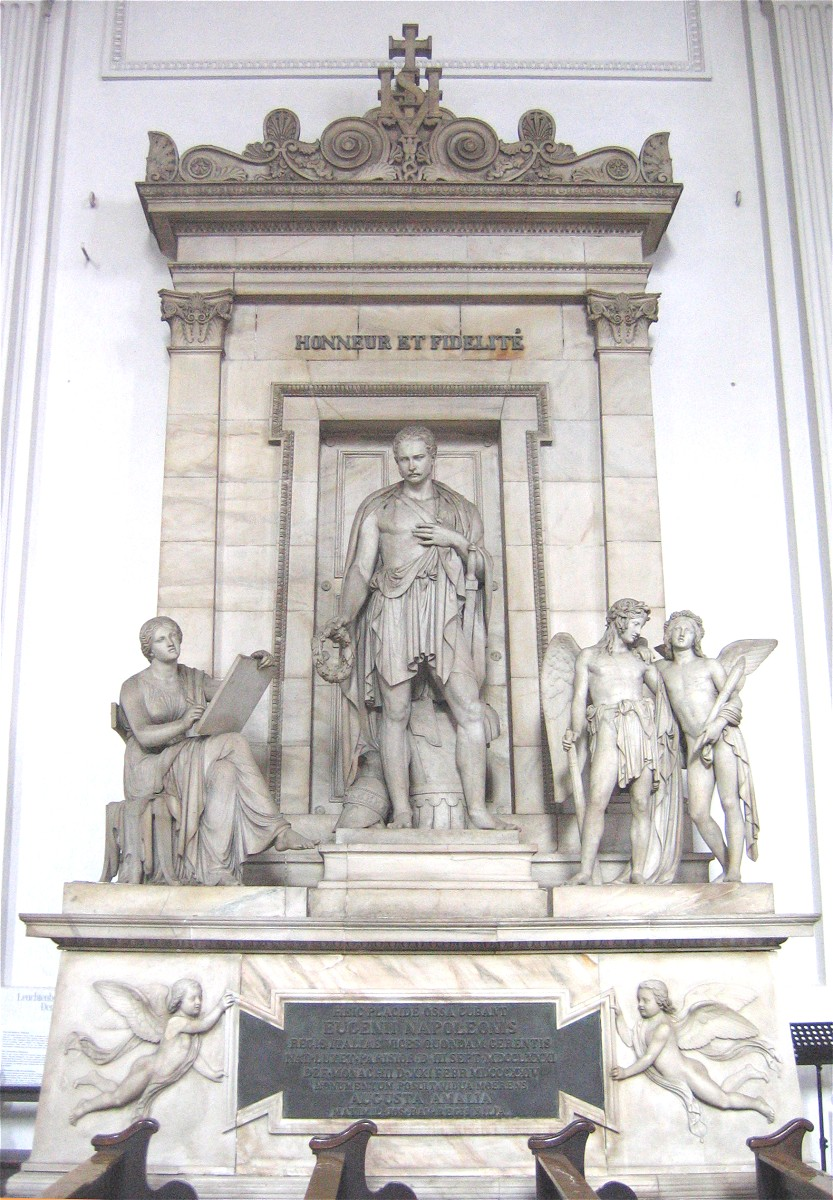
Monumento funebre di Eugenio di Beauharnais

La chiesa fu famosa per il suo organo e le sue rappresentazioni teatrali religiose.
Uno degli organisti e compositori più celebri operanti a San Michele era Caspar Ett.

## Monumenti
La chiesa contiene il monumento funebre di Eugenio di Beauharnais, marito della figlia del re Massimiliano I, opera dello scultore Bertel Thorvaldsen. La cripta, posta sotto il coro, è una delle 3 cripte monacensi dove vengono seppelliti tuttora i membri della famiglia ducale/reale Wittelsbach, tra cui:
- Guglielmo V di Baviera con la sua consorte Renata di Lorena
- Massimiliano I
- Giuseppe Carlo del Palatinato-Sulzbach
- Ludovico II di Baviera
- Ottone di Baviera.

Inoltre, nella chiesa è sepolto il teologo della controriforma e arcivescovo di Zara Minuccio Minucci.

## Galleria d'immagini

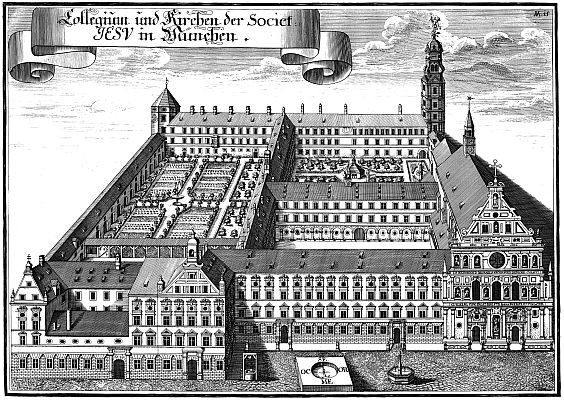
Il complesso della chiesa e Collegio Gesuitico in una stampa del di Michael Wening
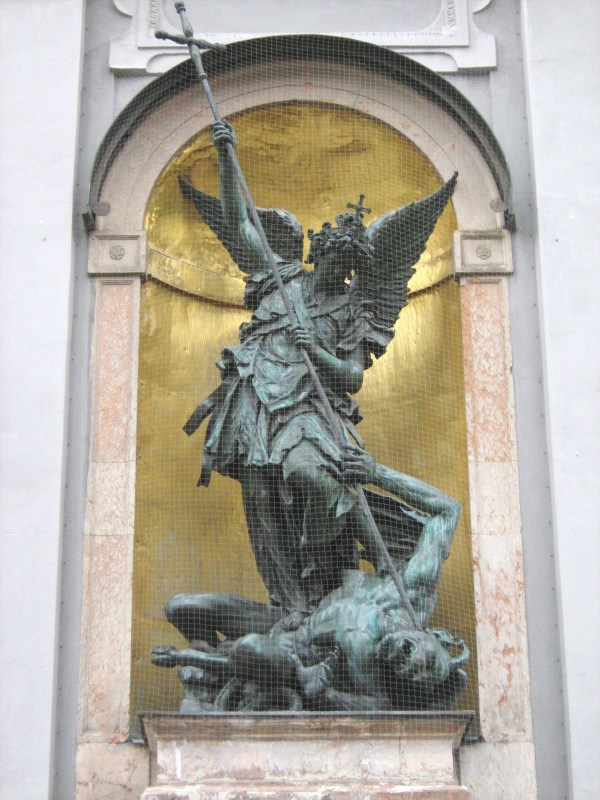
Il gruppo bronzeo della facciata con San Michele che uccide il diavolo, Hubert Gerhard, 1588
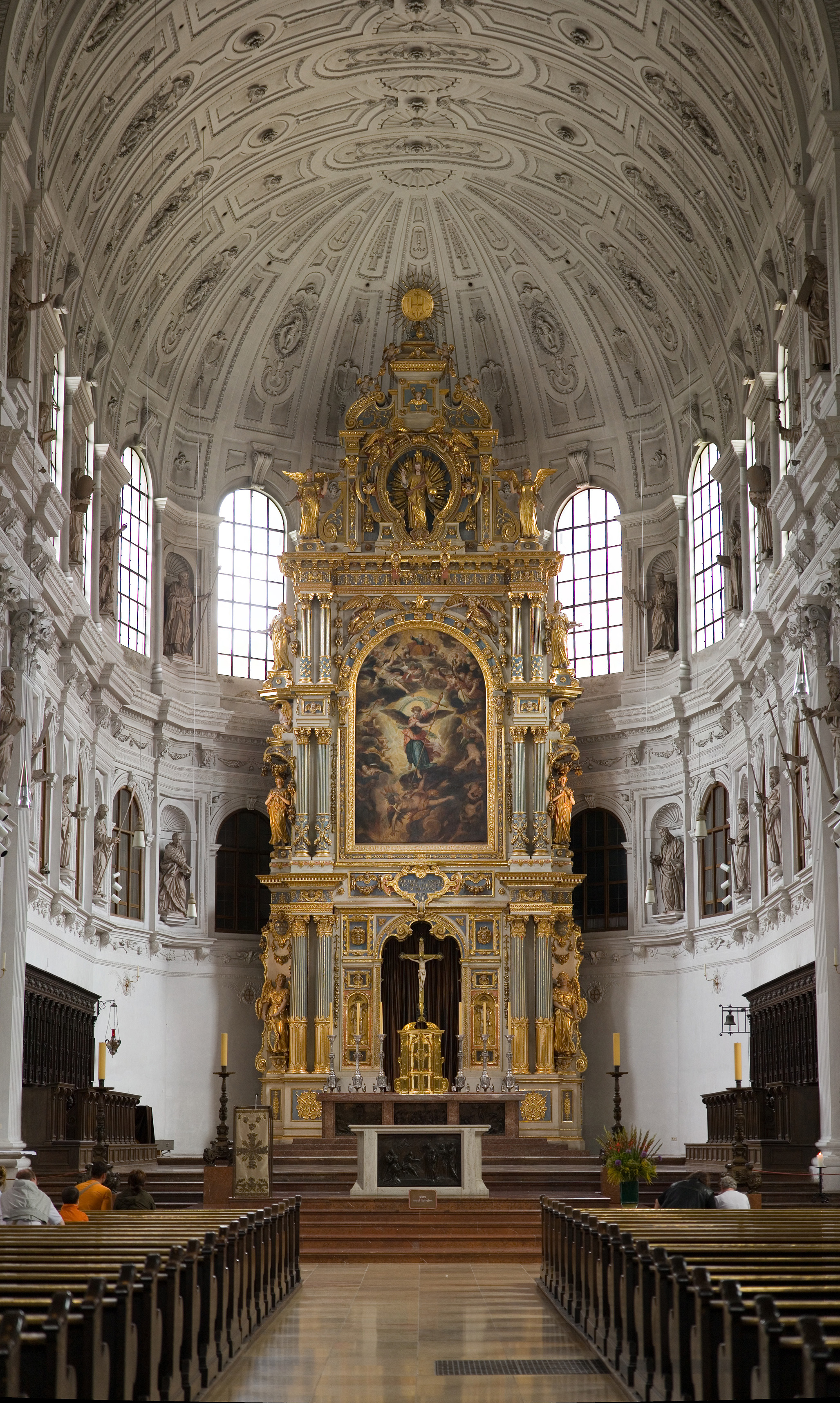
Il grandioso altare maggiore di W. Dietrich, 1586
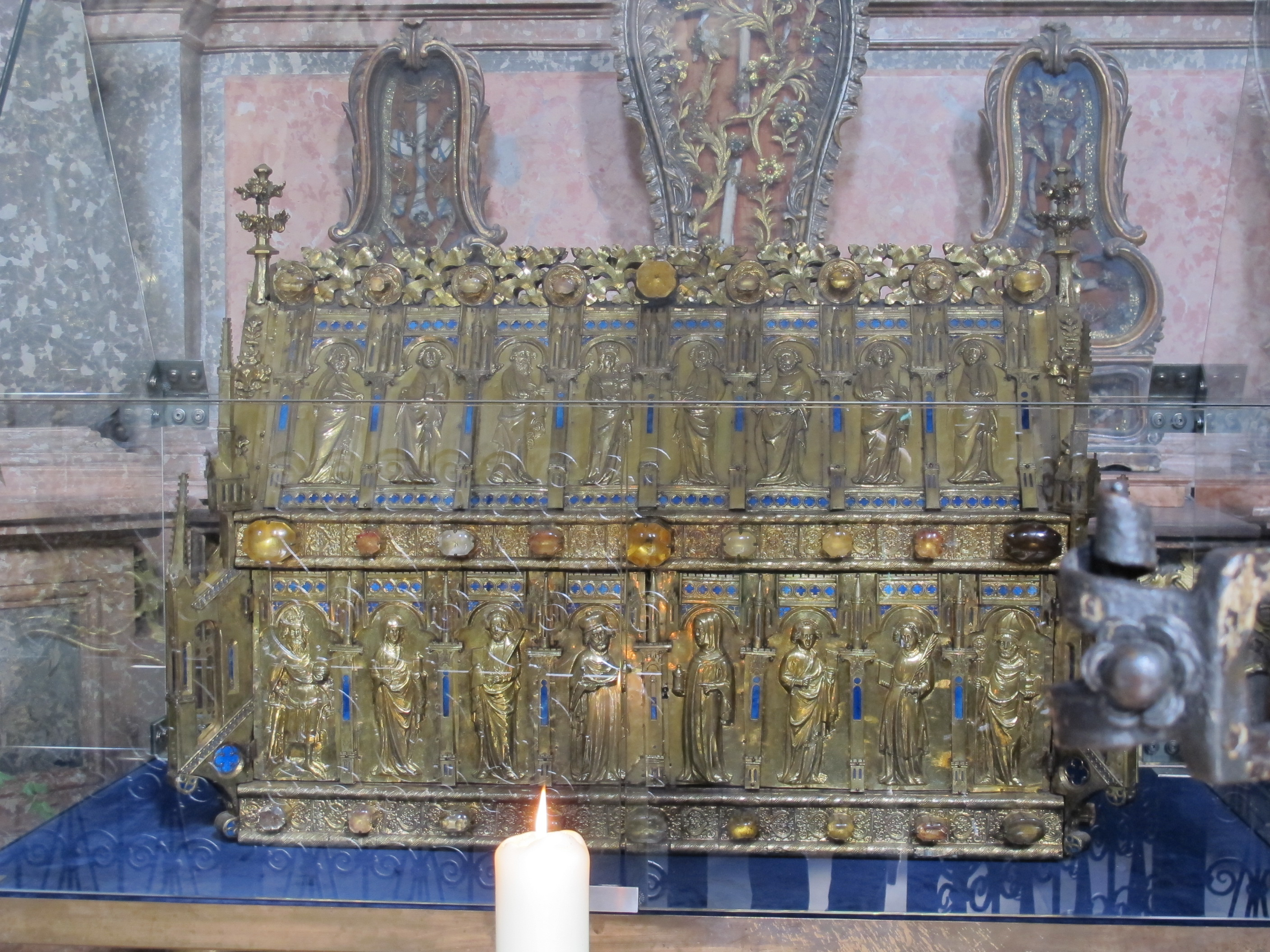
Il reliquiario dei santi Cosma e Damiano